# 伊瓦尔·福尔莫
伊瓦尔·福尔莫（挪威語：Ivar Formo，1951年6月24日—2006年12月26日），挪威男子越野滑雪运动员。他曾代表挪威参加1972年和1976年冬季奥林匹克运动会越野滑雪比赛，获得一枚金牌、二枚银牌和一枚铜牌。